# Citoyenneté mondiale
Pour les articles homonymes, voir Citoyen du monde.
 (septembre 2018).
- Si vous ne connaissez pas le sujet, laissez ce bandeau (vous pouvez alors contacter les auteurs).
- Si vous supprimez le contenu mis en cause (vous pouvez préalablement contacter les auteurs),

argumentez précisément cette suppression dans la page de discussion
(un manque de référence n'est pas un argument ; une recherche réelle de référence doit avoir été effectuée, être formellement documentée).

Drapeau des citoyens du monde selon Garry Davis.

La citoyenneté mondiale est une citoyenneté non reconnue officiellement que s'attribuent les citoyens du monde, personnes qui estiment que les habitants de la Terre forment un peuple commun avec des droits et devoirs communs, en dehors des clivages nationaux, et qui placent l'intérêt de cet ensemble humain au-dessus d'intérêts locaux ou nationaux.

## Définition
Le concept général de citoyen du monde trouve son origine dans le stoïcisme, dont les philosophes sont les premiers à s'identifier comme citoyens du monde. Il a des affinités avec l’existentialisme, courant philosophique qui met en avant la liberté individuelle, la responsabilité ainsi que la subjectivité, et considère chaque personne comme un être unique qui est maître de ses actes et de son destin.
Certains citoyens du monde peuvent :
- s'engager pour développer un sentiment d'identité commune et de coexistence pacifique entre les habitants de la planète, tout en respectant les diversités locales ;
- promouvoir une Organisation des Nations unies renforcée tout en conservant une certaine décentralisation, qui représente et réponde aux attentes des peuples du monde mieux que les traditionnels marchandages intergouvernementaux, qui adhère aux principes de la Déclaration universelle des droits de l'homme, et joue un rôle similaire aux structures fédérales à l'échelle nationale.

Le concept diffère donc d'une des visions de l'internationalisme, qui reste basé sur l'idée de nations (à l'inverse de l'internationalisme marxiste, qui souhaite la disparition des États-nations).

## Approche philosophique
Plusieurs philosophes contemporains comme Jürgen Habermas, Jean-Marc Ferry ou des communautaristes nord-américains tels Charles Taylor ou Michael Walzer ont également réfléchi à ce que pourrait être un État mondial ou une communauté politique mondiale. Le terme communautarien ne réfère pas nécessairement aux thèses du communautarisme, en tout cas dans le vocabulaire de Jean-Marc Ferry.
La discussion est abordée par Jean-Marc Ferry dans l'article Communauté morale, dans lequel on peut trouver le texte complet d'une interview relativement récente de Jean-Marc Ferry sur ce thème où il confronte les philosophes qui viennent d'être cités et où il examine également les raisons démocratiques qui militent en faveur de l'installation de communautés transnationales, telle l’Union européenne.

## Approches
Les citoyens du monde ne sont pas astreints à soutenir telle ou telle religion ou idéologie, mais adhèrent au refus de toute discrimination basée sur la nationalité, l'origine, la religion, le sexe, le genre ou l'orientation sexuelle.
Dans le cadre de cette liberté et diversité d'opinions, aucun programme politique ne peut leur être attribué. Toutefois, sont souvent cités tout ou partie (voire, pour les plus platoniques, aucun) des objectifs suivants :
- une mondialisation démocratique passant notamment par un transfert de souveraineté des États vers un gouvernement mondial, parfois selon un système fédéraliste ;
- penser l'organisation politique du Monde d'une manière analogue à l’État mais qui s'en différencie étant donné les problèmes que poserait l’absence d’Autre d’un État mondial, comme y insistent Jean-Marc Ferry et Jürgen Habermas ;
- l’élimination de la pauvreté, des pandémies, de la famine et de la guerre à l’échelle mondiale ;
- une langue auxiliaire internationale neutre et facile pour tous, telle que l'espéranto, qui est la langue auxiliaire utilisée par les citoyens du monde, certains mentionnant l'ido ou autre interlingua pour communiquer[2] ;
- l'application du Système international d'unités et de mesures à tous les pays ;
- une monnaie universelle (comme cela fut proposé avec le bancor) ;
- un droit à la paix, à la santé, à l’éducation et à l'information pour toute la population mondiale ;
- la prise en charge à l'échelle mondiale de tous les biens publics mondiaux, telles les questions écologiques et biotechnologiques (les dérèglements climatiques par exemple ne sont pas des questions nationales).

## Promotion d'une citoyenneté mondiale par l'approche institutionnelle
Certains souhaitent que cette notion de citoyen du monde soit reconnue sur le plan institutionnel. Ils sont alors favorables au développement d'institutions mondiales, de type fédéral plus qu'intergouvernemental, où les citoyens pourraient être directement représentés, à la différence des organisations internationales actuelles.

## Approches idéologiquement orientées
L’organisation Citoyens du Monde, par ailleurs économiquement anti-libérale, édite une « carte d'identité Citoyens du Monde », organise des votes à l'échelle mondiale et propose une mondialisation égalitaire qui se ferait par une forte implication démocratique des citoyens, par l'usage de la langue internationale espéranto et par des propositions d'alternatives institutionnelles (à travers, notamment, le « congrès des peuples »).
Les partisans du mondialisme opposés au capitalisme estiment que la citoyenneté mondiale ne peut se réaliser qu’en cessant la guerre économique inhérente au capitalisme, et souhaitent donc un monde uni sur des bases de coopération et non plus de concurrence.
Les altermondialistes sont partagés entre l'hostilité à la mondialisation des échanges économiques, ce qui les conduit à se « satisfaire » de la primauté des États-nations supposés servir de rempart à celle-ci, et leurs convictions mondialistes.
Certains mettent par exemple en avant le philosophe Toni Negri, qui a développé son propre concept de « citoyenneté mondiale » dans son livre Empire. Il la pose comme le « premier élément d’un programme politique pour la multitude mondiale, une première exigence mondiale : la citoyenneté mondiale ». Pour Toni Negri, face à « l'empire américain », la première étape d'une telle citoyenneté mondiale est à chercher dans l'Union européenne. Ceci l'amène à prendre le contre-pied de la majorité des altermondialistes (du moins dans sa composante française et en particulier de la direction d'Attac) en soutenant avec conviction le Traité établissant une Constitution pour l'Europe, au motif qu'à l'heure de la mondialisation,« c'est le nouveau prolétariat européen qui a intérêt à l'Europe unie » et à la création d'un espace politique européen.
C'est ainsi que l'engagement de Toni Negri pour une citoyenneté mondiale ne peut être considéré comme représentatif de celui des altermondialistes en général. Cependant, les altermondialistes se sentent proches de l'idée de Citoyenneté mondiale. Par exemple, parmi ceux qui sont néanmoins dans l'optique de Toni Negri, certains comme John Holloway associent la citoyenneté mondiale à son corollaire, le revenu citoyen, ou le « revenu garanti pour tous ».